# 1949.
◄ | 19. stoljeće | 20. stoljeće | 21. stoljeće | ►
◄ | 1910-ih | 1920-ih | 1930-ih | 1940-ih | 1950-ih | 1960-ih | 1970-ih | ►
◄◄ | ◄ | 1946. | 1947. | 1948. | 1949. | 1950. | 1951. | 1952. | ► | ►►
Arhitektura • Astronautika • Astronomija • Biologija • Film • Fotografija • Glazba • Kazalište • Kemija • Kiparstvo • Knjige • Književnost • Kršćanstvo • Meteorologija • Medicina • Planinarstvo • Politika • Pravo • Promet • Slikarstvo • Strip • Šport • Televizija • Znanost • Zrakoplovstvo • Željeznički promet

## Događaji
- 1. veljače – Osnovan ŽRK Lokomotiva Zagreb.
- 29. kolovoza – Sovjetski Savez testirao svoju prvu atomsku bombu
- 1. listopada – U Pekingu je pred carskom palačom Mao Ce Tung proglasio Narodnu Republiku Kinu te postao prvim predsjedajućim novostvorene Centralne narodne vlade.
- 11. studenoga – Ukazom vlade Narodne Republike Hrvatske u Zagrebu je utemeljen Državni zbor narodnih plesova i pjesama
- Island pristupa NATO savezu

## Rođenja

### Siječanj – ožujak
- 1. siječnja – Šimun Šito Ćorić, hrvatski pjesnik, esejist, dramski pisac, antologičar
- 12. siječnja – Haruki Murakami, suvremeni japanski pisac i prevoditelj
- 9. veljače – Judith Light, američka glumica
- 9. ožujka – Vesna Bosanac, hrvatska liječnica
- 21. ožujka – Lush Gjergji, albanski katolički svećenik
- 26. ožujka – Patrick Süskind, njemački književnik i scenarist
- 27. ožujka – Dubravka Ugrešić, hrvatska književnica i prevoditeljica († 2023.)
- 31. ožujka – Zrinka Kolak Fabijan, hrvatska glumica

### Travanj – lipanj
- 15. travnja – Ala Pugačova, ruska pjevačica
- 20. travnja – Jessica Lange, američka glumica
- 22. travnja – Miodrag Krivokapić, srpski glumac
- 11. svibnja – Radimir Čačić, hrvatski političar
- 13. svibnja – Zoë Wanamaker, britansko-američka glumica
- 18. svibnja – Antun Stipančić, hrvatski stolnotenisač († 1991.)
- 24. svibnja – Jim Broadbent, britanski glumac
- 18. lipnja – Lech Kaczyński, poljski političar i predsjednik Poljske (2005. – 2010.) († 2010.)
- 17. lipnja – Zlatko Mateša, hrvatski političar
- 20. lipnja – Eligio Legović, hrvatski arhitekt
- 20. lipnja – Lionel Richie, američki pjevač, skladatelj i glazbeni producent
- 22. lipnja – Meryl Streep, američka glumica

### Srpanj – rujan
- 10. srpnja – Stanko Dodig, hrvatski svećenik
- 15. srpnja – Carl Bildt, švedski političar i diplomat
- 17. srpnja – Geezer Butler, engleski glazbenik
- 22. srpnja – Muhamed bin Rašid Al Maktum, šeik od Dubaija, predsjednik Vlade Ujedinjenih Arapskih Emirata
- 24. srpnja – Michael Richards, američki glumac
- 30. srpnja – Žarko Savić, hrvatski glumac
- 12. kolovoza – Mark Knopfler, britanski gitarist, rock pjevač i skladatelj
- 15. kolovoza – Josip Friščić, hrvatski političar († 2016.)
- 25. kolovoza – Gene Simmons, američki glazbenik
- 31. kolovoza – Richard Gere, američki glumac
- 4. rujna – Dado Topić, hrvatski pjevač
- 12. rujna – Irina Rodnina, ruska klizačica
- 19. rujna – Slavko Linić, hrvatski političar
- 23. rujna – Bruce Springsteen, američki rock pjevač, kantautor i gitarist
- 29. rujna – Eloy Inos, američki političar († 2015.)

### Listopad – prosinac
- 4. listopada – Armand Assante, američki filmski glumac
- 8. listopada – Sigourney Weaver, američka glumica
- 6. studenoga – Silvije Tomašević, hrvatski novinar i publicist († 2021.)
- 11. prosinca – Ivan Buljan, hrvatski nogometaš
- 12. prosinca – Bill Nighy, britanski glumac
- 25. prosinca – Sissy Spacek, američka glumica

## Smrti

### Siječanj – ožujak
- 14. siječnja – Juan Bielovucic Cavalie, peruanski zrakoplovac hrvatskog porijekla (* 1889.)
- 4. veljače – Janko Leskovar, hrvatski učitelj i književnik (* 1861.)
- 17. ožujka – Aleksandra Ekster, ukrajinska slikarica (* 1882.)
- 30. ožujka – Friedrich Bergius, njemački kemičar (* 1884.)

### Travanj – lipanj
- 11. lipnja – Andrija Hebrang (otac), hrvatski političar i državnik (* 1899.)
- 16. lipnja – Edo Šen, hrvatski arhitekt (* 1877.)
- 19. lipnja – Vladimir Nazor, hrvatski književnik (* 1876.)

### Srpanj – rujan
- 28. srpnja – Tošo Lesić, hrvatski glumac (* 1866.)
- 8. rujna – Richard Strauss, njemački skladatelj (* 1864.)
- 13. rujna – August Krogh, danski liječnik, nobelovac (* 1874.)

### Listopad – prosinac
- 28. studenoga – Emilij Laszowski, hrvatski povjesničar, arhivist, kulturni i javni djelatnik (* 1868.)
- 8. prosinca – Melko Čingrija, hrvatski političar (* 1873.)

### Nepoznat datum smrti
- Lidija Dominković, hrvatska glumica (* 1914.)

## Nobelova nagrada za 1949. godinu
- Fizika: Hideki Yukawa
- Kemija: William Francis Giauque
- Fiziologija i medicina: Walter Rudolf Hess i Egas Moniz
- Književnost: William Faulkner
- Mir: John Boyd Orr

## Vanjske poveznice
|  | Zajednički poslužitelj ima još gradiva o temi 1949. |